# Somerset West and Taunton
Somerset West and Taunton – dawny dystrykt niemetropolitalny w hrabstwie Somerset, w Anglii, z siedzibą administracyjną w Taunton.
Utworzony został 1 kwietnia 2019 w wyniku połączenia dystryktów Taunton Deane i West Somerset. Od 2013 roku władze lokalne obu dystryktów prowadziły współpracę, współdzieląc część zasobów, co pozwoliło na uzyskanie oszczędności na poziomie 2,6 mln £ rocznie. Połączenie obu dystryktów miało na celu dodatkową redukcję kosztów administracji, do poziomu £3,1 mln na rok. Zlikwidowany został 1 kwietnia 2023, a jego terytorium włączone do nowo utworzonej jednostki typu unitary authority Somerset.
Powierzchnia dystryktu wynosiła 1187,7 km², liczba ludności 144 862 (2011).